# Asz-Szajch Husajn
Asz-Szajch Husajn – miejscowość w Egipcie, w muhafazie Al-Minja. W 2006 roku liczyła 7002 mieszkańców.